# Allium lycaonicum
Allium lycaonicum là một loài thực vật có hoa trong họ Amaryllidaceae. Loài này được Siehe ex Hayek mô tả khoa học đầu tiên năm 1914.